# Crepis sogdiana
Crepis sogdiana là một loài thực vật có hoa trong họ Cúc. Loài này được (Krasch.) Czerep. mô tả khoa học đầu tiên năm 1964.